# Тубул
Тубул (Tubulus) е когномен на фамилията Хостилии.
Известни с това име:
- Гай Хостилий Тубул (3 век пр.н.е.), претор 209 пр.н.е.
- Луций Хостилий Тубул, претор 142 пр.н.е.
- Луций Хостилий Тубул, магистър на Монетния двор 105 пр.н.е.